# (467) Laura
(467) Laura es un asteroide perteneciente al cinturón de asteroides descubierto el 9 de enero de 1901 por Maximilian Franz Wolf desde el observatorio de Heidelberg-Königstuhl, Alemania.
Está posiblemente nombrado por Laura, un personaje de la ópera La Gioconda del compositor italiano Amilcare Ponchielli.

## Características orbitales
Laura está situado en la zona II del cinturón de asteroides, en el borde del hueco de Kirkwood 7:3, y emplea 1843 días en cubrir una órbita alrededor del Sol.

## Características físicas
Laura tiene un diámetro aproximado de 42 km y una masa estimada de 8x1016 kg, suponiendo una densidad similar a la de (835) Olivia que orbita en la misma región. Esta masa representa aproximadamente el 0,003 % del total del cinturón de asteroides. Su albedo es de 0,063, por lo que es muy oscuro y se supone que pertenece a los asteroides del tipo espectral C. La gravedad superficial es unas 800 veces menor a la equivalente en la Tierra.